# Sena (gemeente)
Sena, ook El Sena,  is een gemeente (municipio) in de Boliviaanse provincie Madre de Dios in het departement Pando. De gemeente telt naar schatting 10.624 inwoners (2018). De hoofdplaats is Sena.

## Indeling
De gemeente bestaat uit 2 kantons:
- Cantón Asunción - 4 Vicecantones - 718 inwoners (2001)
  - Vicecantón Ballivián (Bolívar) - 175 inw.
  - Vicecantón Comunidad Palma Real - 113 inw.
  - Vicecantón Comunidad San Roque (San Miguel) - 97 inw.
  - Vicecantón Sena - 333 inw.
- Cantón Bolívar (Sena) - 7 Vicecantones - 1.522 inw.
  - Vicecantón Berlin - 151 inw.
  - Vicecantón Bolívar - 14 inw.
  - Vicecantón Canada - 125 inw.
  - Vicecantón El Sena - 924 inw.
  - Vicecantón El Turi - 42 inw.
  - Vicecantón Las Mercedes - 189 inw.
  - Vicecantón Villa Cotoca - 77 inw.